# 鈴木学 (レーシングドライバー)
鈴木 学（すずき まなぶ、1963年3月20日 - ）は、東京都足立区出身の元レーシングドライバー、自動車レビュアー、グラフィックデザイナー、自動車イベントなどでのMC。有限会社エムエスアール代表取締役。愛称は「マナピー（マナP）」、「マカオちゃん」、「鈴木ペラ男」、「舌の乾かない男」。
全日本プロドリフト選手権（D1グランプリ）やD1グランプリの下位カテゴリーであるD1ライツなどのドリフト大会・イベントのMC・実況として活動しつつ、D1車両やチューニングカーなどのバイナルグラフィックのデザインを手掛ける。

## 略歴
18歳で運転免許を取得後、アマチュアレースの世界に飛び込む。20歳頃から、レース資金のためにカッティングシートを使った自動車の外装のグラフィックデザインを手掛けるようになる。さらに、レースの空き時間に各所から聞いた情報をサーキットの館内放送のスタッフやFMラジオのDJに伝えるアシスタントのような仕事をしていたことをきっかけに、館内放送やラジオで話すようになる。
後にフォーミュラ・トヨタやザウルスジュニアまでステップアップし、スポンサーも付くようになったが、20代後半バブル崩壊の影響を受けてスポンサーに逃げられる。その後はN1耐久などに参戦するが、レース実況（Pit-FM）やラジオ、自動車メディアなどでの仕事で生活できるようになったことをきっかけに、34歳頃レーシングドライバーとしては引退する。
ドリフト大会の実況にはいかす走り屋チーム天国から関わり、2000年に始まった全日本プロドリフト選手権（翌年よりD1グランプリ）では、発足以来20年以上にわたりMCや実況を務めている。
MCの活動と並行してグラフィックデザイナーとしての仕事も続けており、D1グランプリに参戦する競技車両から一般車に至るまで数多くのバイナルグラフィックデザインを数多く手掛けている。2003年には車体に貼るバイナルグラフィックの専門会社、MSR（Manabu Suzuki Revolution）を立ち上げた。
他、ビデオオプションではリポーターとして多く出演している。

## 人物
- 11歳から13歳にかけて、親の仕事の都合でブラジルに住んでいた[3]。

- D1グランプリなどドリフト競技への関わりが深いが、選手としてメジャーな大会に参加したことはない。

- 近年のD1グランプリに対する「つまらない」「昔の方が良かった」という意見に対しては「スピードが速く角度も大きい今の方が全然面白い」と述べた上で、エンターテインメント的な面白さに固執すると世界から後れを取ってしまうと指摘している[5]。また、これからD1グランプリが発展していくためには、時代に合わせた発信媒体の変化と明確なレギュレーションの制定、自動車メーカーの協力が必要であると述べている[5]。

- カッティングシートを使ったドレスアップは、約30年前に手掛け始めた頃はスプレーなどを使った塗装に比べてまだマイナーな手法であり、素材の値段も高く利益にならなかったが、「何年か後にはカッティングシートでのフルラッピングが普通になるだろう」と思ってやっていた[3]。